# 季還春
季還春，山西長治縣人，清朝政治人物，同進士出身。
顺治六年（1649年）己丑科進士，官湖广淑浦县知县，以辰沅道摄慈利县事。